# 福田茂夫
福田 茂夫（ふくだ しげお、1925年4月1日 - 2011年11月12日）は、日本の政治学者、名古屋大学名誉教授、専門は、国際政治史、アメリカ外交史。京都府出身。京都大学法学部卒業。
2011年11月12日、心不全のため死去。

## 著書
- 『アメリカの対日参戦――対外政策決定過程の研究』、ミネルヴァ書房, 1967
- 『第二次大戦の米軍事戦略』、中央公論社, 1979

### 共著
- 『二〇世紀国際政治史』、福田茂夫・義井博・草間秀三郎著、名古屋大学出版会, 1988、増補版、1993

### 編著
- 『アメリカ合衆国――戦後の社会・経済・政治・外交』、福田茂夫・野村達朗・岩野一郎編、ミネルヴァ書房, 1989
- 『現代アメリカ合衆国――冷戦後の社会・経済・政治・外交』、福田茂夫・野村達朗・岩野一郎・堀一郎編、ミネルヴァ書房, 1993
- 『世紀転換期の国際政治史』、福田茂夫・佐藤信一・堀一郎編、ミネルヴァ書房, 2003

### 翻訳
- フランク・C・ラングドン『戦後の日本外交――池田時代・佐藤時代・その後』、ミネルヴァ書房, 1976